# China Steel
China Steel Corporation — крупнейшая сталелитейная компания Тайваня. Крупнейшим акционером является Министерство экономики Тайваня (20 %). В списке Forbes Global 2000 за 2021 год компания заняла 1098-е место (949-е по размеру выручки, 1316-е по активам и 961-е по рыночной капитализации).

## История
Сталелитейная корпорация Китая была основана 3 декабря 1971 года в Тайбее правительством Китайской Республики (Тайваня). В 1972 году началось строительство металлургического комбината в южном портовом городе Гаосюн; в 1977 году первая очередь производительностью 1,5 млн тонн в год начала работу. В 1975 году штаб-квартира была перемещена в Гаосюн. В 1995 году началась приватизация корпорации, часть акций была размещена на Тайваньской фондовой бирже. В 2008 году была куплена Dragon Steel Corporation. В 2009 году было создано совместное предприятие во Вьетнаме China Steel Sumikin Vietnam. В 2011 году был основан индийский филиал China Steel Corp India Pvt

## Деятельность
Объём производства стали на сталелитейных комбинатах группы в 2020 году составил 14,11 млн тонн, что соответствовало 28-му месту в мире. Основным регионом деятельности является Тайвань (89 % выручки), также компания работает во Вьетнаме, Малайзии, КНР и Индии.

## Дочерние компании
Основные дочерние компании по состоянию на 2020 год:
- China Steel Structure Co., Ltd.
- China Steel Chemical Corporation
- CHC Resources Corporation
- China Ecotek Corporation
- Chung Hung Steel Corporation
- Thintech Materials Technology Co., Ltd.
- Dragon Steel Corporation